# Henryk Walecki (bakteriolog)

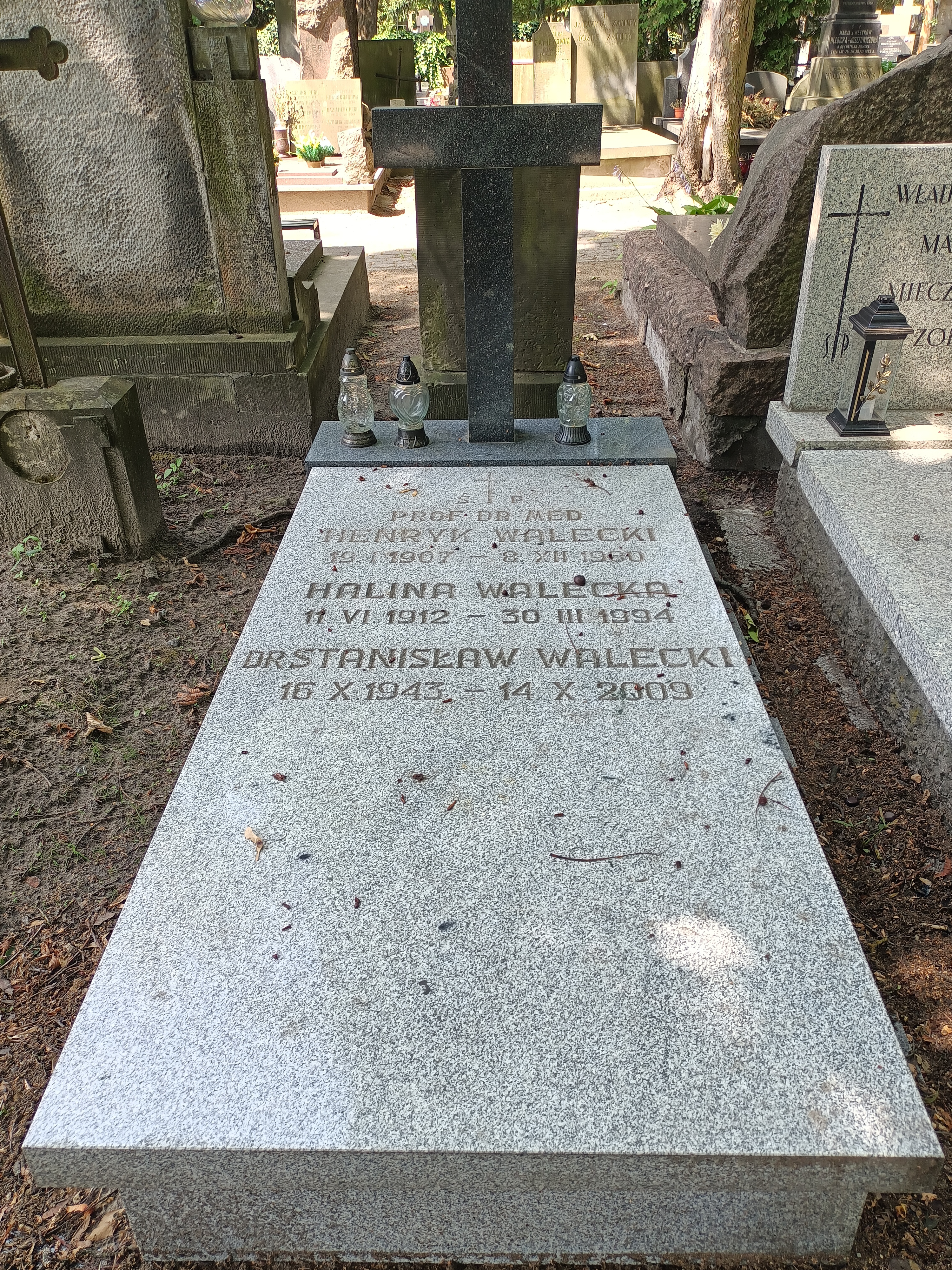
Grób Henryka Waleckiego na Cmentarzu Powązkowskim

Henryk Walecki (ur. 19 stycznia 1907, zm. 8 grudnia 1980) – polski profesor bakteriologii, twórca aktywnie uodporniających szczepionek opartych na szczepach izolowanych z zachorowań. 

## Życiorys
W latach 1935–1966 pracował w Państwowym Zakładzie Higieny (PZH). Organizator i w latach 1937–1939 kierownik filii PZH w Łucku.
W latach 1944–1955 starszy asystent, a w latach 1966–1977 kierownik Katedry Mikrobiologii Akademii Medycznej w Warszawie. Organizator i w latach 1945–1953 kierownik Oddziału Diagnostyki Laboratoryjnej PZH, w latach 1953–1966 kierownik Pracowni Błonicy i Krztuśca w Zakładzie Bakteriologii PZH i konsultant Działu Produkcji Szczepionek PZH.
W latach 1957–1971 redaktor naczelny kwartalnika „Medycyna Doświadczalna i Mikrobiologia”. 
13 stycznia 1955 został odznaczony Medalem 10-lecia Polski Ludowej.
Pochowany na cmentarzu Powązkowskim w Warszawie (kwatera 168-5-20).